# Acetropis
Acetropis is een geslacht van wantsen uit de familie blindwantsen. Het geslacht werd voor het eerst wetenschappelijk beschreven door Franz Xaver Fieber in 1858.

## Soorten
Het genus bevat de volgende soorten:

- Acetropis americana Knight, 1927
- Acetropis stysi Remane and Guenther, 2008

Subgenus Acetropis Fieber, 1858
- Acetropis carinata (Herrich-Schäffer, 1841)
- Acetropis gimmerthalii (Flor, 1860)
- Acetropis longirostris Puton, 1875
- Acetropis sinuata Wagner, 1951

Subgenus Paracetropis Wagner, 1962
- Acetropis atropis Reuter, 1895